# Petites Sœurs des maternités catholiques
 (mars 2023).
Si vous disposez d'ouvrages ou d'articles de référence ou si vous connaissez des sites web de qualité traitant du thème abordé ici, merci de compléter l'article en donnant les références utiles à sa vérifiabilité et en les liant à la section « Notes et références ».
Les Petites Sœurs des maternités catholiques forment une congrégation catholique féminine, fondée en 1932 par Mgr Émile Guerry et la Mère Marie Jean-Baptiste Lantelme, dans le diocèse de Grenoble-Vienne. L'engagement prioritaire de la congrégation est la défense de l'amour, du mariage, de la famille et plus particulièrement de la vie humaine dès sa conception.

## Fondation

### Création de la maternité
L'industriel en soierie Louis Lantelme, marqué par le handicap de son fils aîné, Jean, ainsi que par les problèmes de ses ouvrières, souhaite créer une maternité où les mères seraient accueillies, respectées et à l'intérieur de laquelle les enfants naîtraient dans de bonnes conditions, avec un maximum de sécurité.
En 1920, il demande à sa fille, Marie-Louise, de faire des études de sage-femme à Lyon. Elle obtient alors son diplôme et travaille pendant huit ans dans une grande maternité du Creusot.
Cependant, Marie-Louise souhaite devenir nonne et s'oriente vers une Congrégation missionnaire : elle se prépare à partir aux Indes. Elle est déjà inscrite dans la branche missionnaire des Salésiennes missionnaires de Marie Immaculée, mais, en 1928, son père lui demande avec insistance de revenir à Jallieu afin d'ouvrir une maternité. Il se crée alors une petite tension entre le père et la fille, dont le projet est différent. Mais Mgr Alexandre Caillot, évêque de Grenoble, convainc Marie-Louise de suivre son père et lui promet de se charger de sa vocation.
Marie-Louise est rapidement rejointe par plusieurs jeunes filles désireuses de servir ce même projet. Un ancien patronage de l'église est proposé par le curé de la paroisse et la maternité s'installe.
La première femme prête à accoucher arrive avant que la maternité soit entièrement construite et le premier bébé des maternités catholiques naît ainsi chez Louis Lantelme.
Le 2 février 1930, Mgr Alexandre Caillot bénit et inaugure la maternité en ces termes : « Rendre la maternité non seulement désirable, mais pratiquement possible, non seulement souhaitable, mais acceptable. C'est-à-dire qu'il faut entourer la maternité aujourd'hui, en même temps que de soins prophylactiques appropriés et d'attentions prévenantes, empressées, désintéressées, aussi et surtout d'une ambiance morale, d'une atmosphère religieuse qui lui rende aux yeux de tous et des mères elles-mêmes le respect, la dignité, qui la fasse considérer comme un devoir aussi honorable que nécessaire ».

### Élévation en congrégation
Le 14 septembre 1932, Mgr Caillot charge l’abbé Émile Guerry, vicaire général à Grenoble, de fonder une congrégation religieuse au service de la maternité et de la famille, avec Marie-Louise Lantelme — devenue Mère Marie Jean-Baptiste — et les jeunes filles qui l’ont rejointe. 
En octobre 1932, à Rome, le pape Pie XI encourage vivement le projet : « À des besoins nouveaux, il faut des œuvres nouvelles. Que ces jeunes filles vivent en vraies religieuses ». La congrégation est officiellement reconnue par l’Église vingt-cinq ans plus tard, c'est ainsi que, le 15 août 1954, Mgr Caillot prononce le décret d’érection en congrégation diocésaine et que, le 18 octobre 1982, le pape Jean-Paul II lui accorde la reconnaissance d' institut religieux de droit pontifical.

## Implantation
La congrégation est principalement implantée en France. Les petites sœurs sont notamment implantées à Bourgoin-Jallieu depuis 1930, à Aix-en-Provence depuis 1975, à Paris depuis 1990 ou encore à Cambrai depuis 1974. Elles sont également présentes au Sénégal, plus précisément à Dakar depuis 1983. Le noviciat est situé à la Maison-Mère de Bourgoin-Jallieu.